# Grayenulla australensis
Grayenulla australensis là một loài nhện trong họ Salticidae.
Loài này thuộc chi Grayenulla. Grayenulla australensis được Marek Żabka miêu tả năm 1992.